# Jan Sádlo ze Smilkova
Jan Sádlo ze Smilkova nebo též z Miličína a Kostelce († 20. října 1421 Praha) patřil mezi představitele nižší šlechty z reformního kruhu na dvoře Václava IV., kde zastával významné funkce. Po vypuknutí husitské revoluce se stal spojencem pražanů, které zastupoval v prozatímní vládě zvolené na Čáslavském sněmu. Patřil k odpůrcům Jana Želivského a svůj spor s ním zaplatil životem.

## Život
V královských službách byl Jan Sádlo již pravděpodobně v roce 1412, kdy je v Kronice university pražské (Chronicon Universitatis pragensis) zmiňován vedle Jindřicha Lefla z Lažan a Jana Řitky z Bezdědic jako Husův sympatizant. Byl členem královské rady, správcem královských financí, purkrabím na Bezdězu a královským lovčím. Nejvýznamnějšího úřadu dosáhl v roce 1419, kdy jej Václav IV. jmenoval karlštejnským purkrabím. Po Václavově smrti ho Zikmund koncem téhož roku v úřadu nahradil Zdeslavem Tluksou z Buřenic (za odstoupení Karlštejna dostal od Zikmunda zboží litomyšlského biskupství, takže se vyskytly spekulace, že dočasně přešel na jeho stranu).
Podle většiny zpráv byl věrným husitou. V roce 1415 připojil svou pečeť na stížný list proti upálení Jana Husa a jako účastník sněmu konaného 5. září 1415 na Starém Městě pražském se stal členem branného svazu husitské šlechty. Spolu s Leflem, Řitkou a Petrem Zmrzlíkem je jmenován v anonymní satirické skladbě proti viklefistům z roku 1417. Zprávy o jeho aktivitách v roce 1420 nejsou, ale dle Vavřince z Březové byl mužem, který „vytrvale stál s pražany za evangelickou pravdu.“ Na Čáslavském sněmu v červnu 1421 byl zvolen za pražskou stranu jako jeden ze sedmi nižších šlechticů do dvacetičlenné prozatímní vlády.
V srpnu 1421 se v Kutné Hoře konal sněm, který měl řešit otázku českého krále. Praha, kde v té době měl hlavní slovo Želivský, původně nechtěla na sněm poslat plnohodnotné vyslance. Jejich účast si vymohli až Jan Sádlo a Oldřich Vavák. Sádlo, který patřil spíše ke konzervativnímu křídlu, při tom zaútočil na Želivského, že se pro kněze nehodí věnovat se světským záležitostem. Počátkem září 1421 se měla u Slaného sejít husitská vojska, aby společně táhli k Žatci proti křižákům, a Sádlo tam se svými oddíly nedorazil. Za to ho Želivský a jeho přívrženci obvinili ze zrady. Konšelé Sádlovi poskytli glejt zaručující bezpečnost, takže odjel do Prahy obhájit svou šlechtickou čest. Den před jeho příjezdem však inicioval Želivský v Praze převrat, což mu umožnilo rychle se zbavit odpůrce. Sádlo byl po příchodu do radnice zajat a ještě v noci bez soudu popraven.
| „                  | Vstoupil skoro o nešporní hodině na radnici, aby se ospravedlnil, byl od konšelů zajat a téhož dne o druhé hodině noční sťat, aniž se mu dostalo svátostné posily věřících, ač se jí horlivě domáhal. A jeho tělo bylo na zítří bez jakéhokoli obřadu u svatého Mikuláše pochováno. | “ |
| — Husitská kronika | |   |

## Rodina a majetek
Základem rodového majetku byl nejspíš Smilkov. Z této zemanské rodiny jsou známi ještě stejnojmenný strýc a bratr Chval. Kostelec (nad Sázavou, nyní Zbořený Kostelec) a městečko Miličín, podle nichž se Jan také psal, získal asi ve službách krále Václava. V roce 1415 koupil Jan Sádlo dům na Novém Městě pražském. Po jeho popravě byl dům zabaven, ostatní majetek snad podržela vdova Marta z Březí, která se později provdala za Jana z Hrádku, jinak z Kralovic (mezi lety 1426 a 1434 sirotčího hejtmana). Kostelec prodal Sádlův syn Jan asi v roce 1443 Kunši Rozkošovi z Dubé.